# Trévien
Trévien (okzitanisch: Trevièn) ist eine französische Gemeinde mit 200 Einwohnern (Stand: 1. Januar 2022) im Département Tarn in der Region Okzitanien. Sie gehört zum Arrondissement Albi und zum Kanton Carmaux-2 Vallée du Cérou.

## Geographie
Trévien liegt rund 22 Kilometer nördlich von Albi. Im Süden verläuft der Fluss Céret, im Norden der Candour. Umgeben wird Trévien von den Nachbargemeinden Montirat im Norden und Nordwesten, Mirandol-Bourgnounac im Norden und Nordosten, Almayrac im Osten sowie Monestiés im Süden und Westen.

## Bevölkerungsentwicklung
| Jahr                      | 1962 | 1968 | 1975 | 1982 | 1990 | 1999 | 2006 | 2013 |
| Einwohner                 | 408  | 338  | 282  | 235  | 202  | 186  | 183  | 195  |
| Quelle: Cassini und INSEE |      |      |      |      |      |      |      |      |

## Sehenswürdigkeiten
- Dolmen von Nougyrol
- Kirche Saint-Laurent in Trévien
- Kirche Saint-Pierre in Gil
- Schloss Trévien

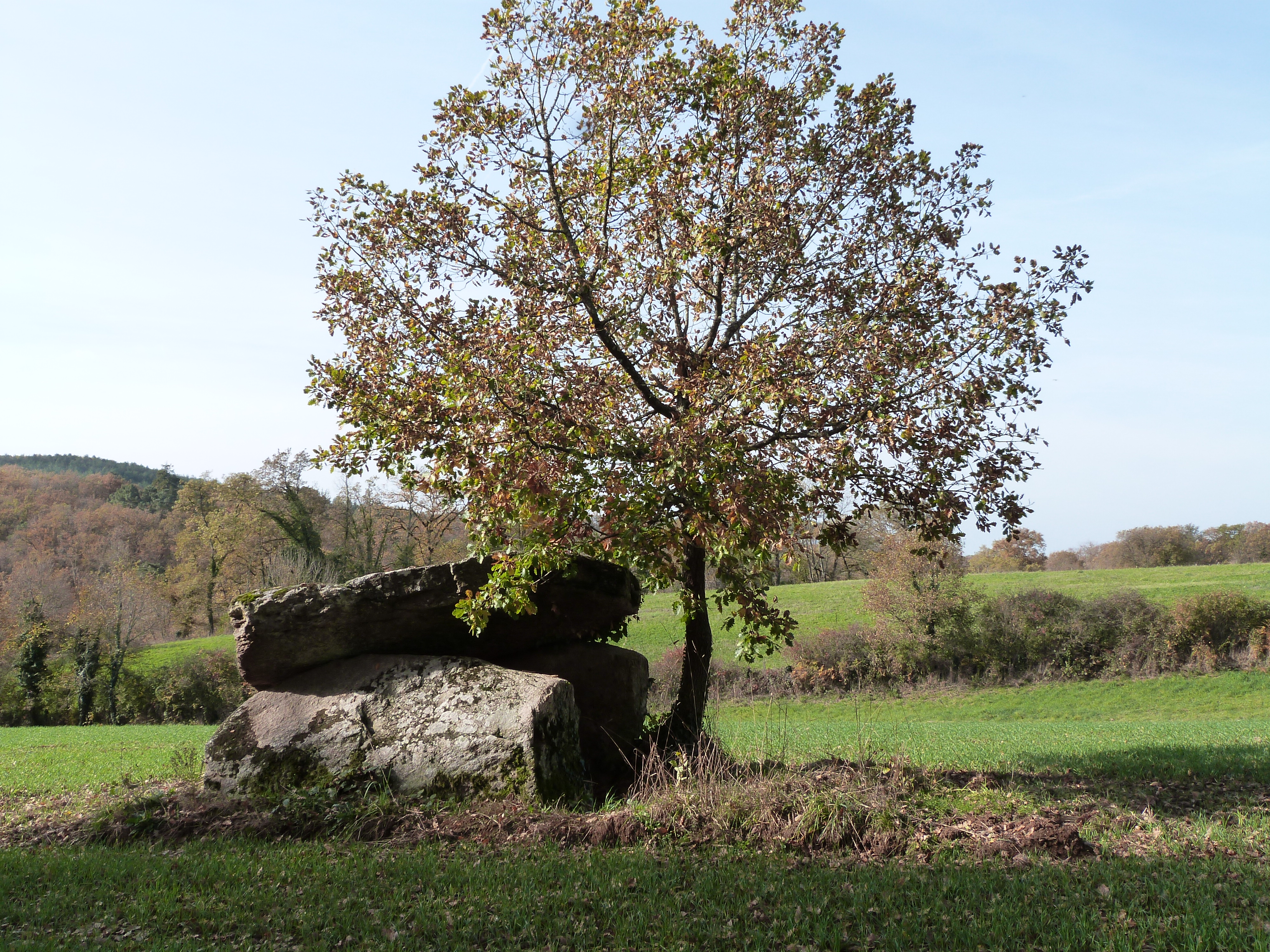
Dolmen Nougayrol
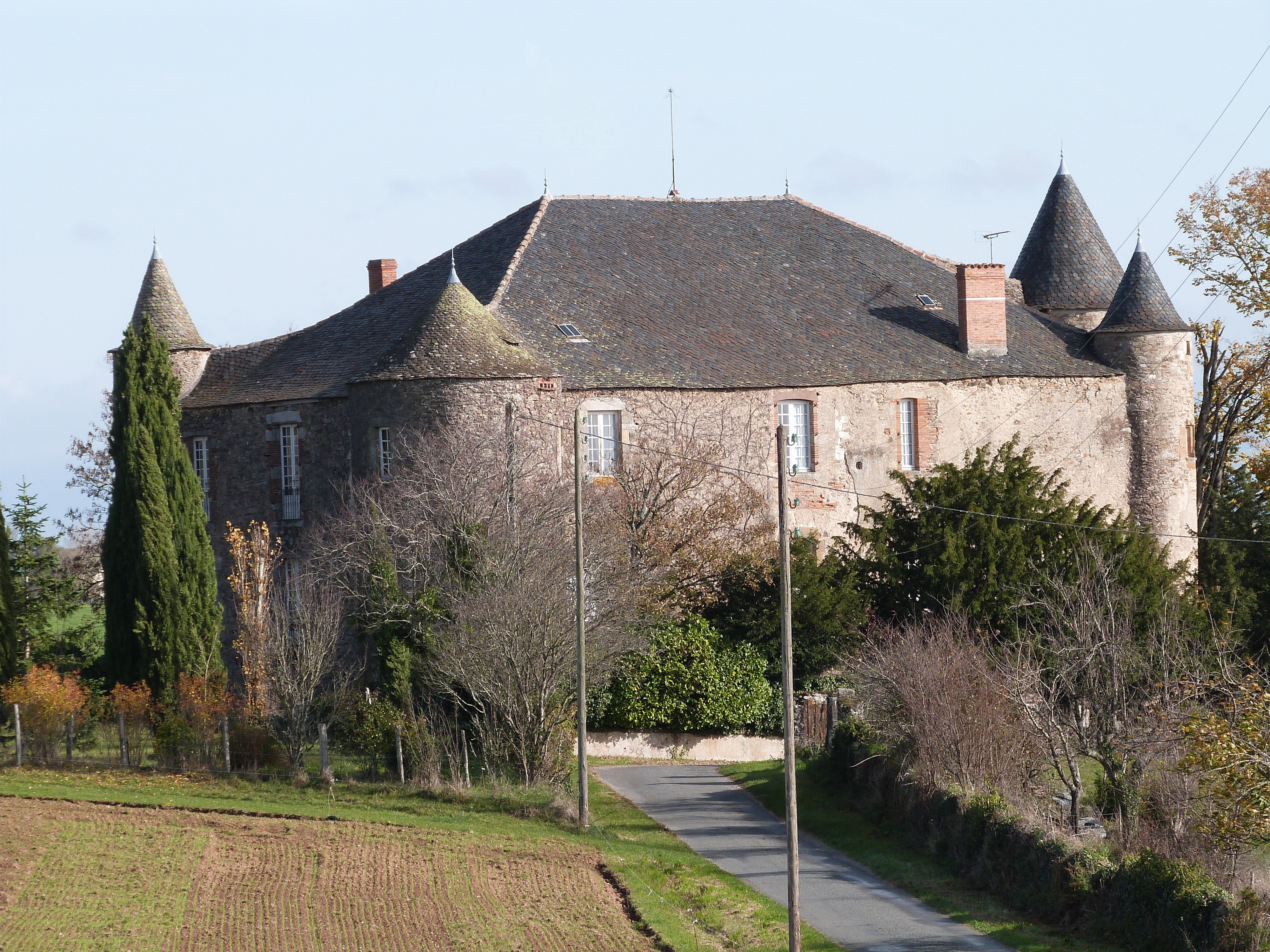
Schloss Trévien